# 犹太节日

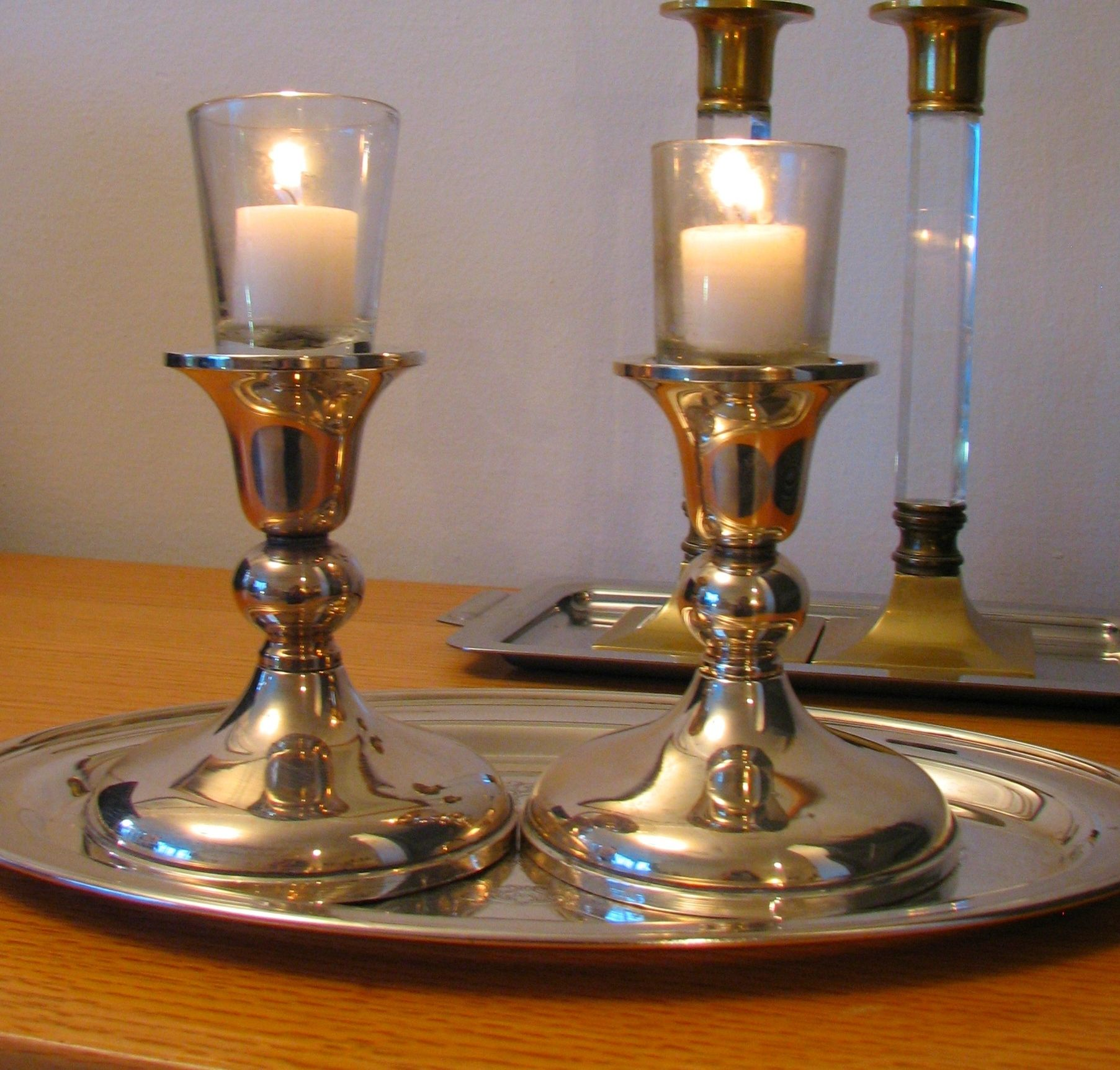
安息日前夜和一些犹太节日中，人们会点上蜡烛。

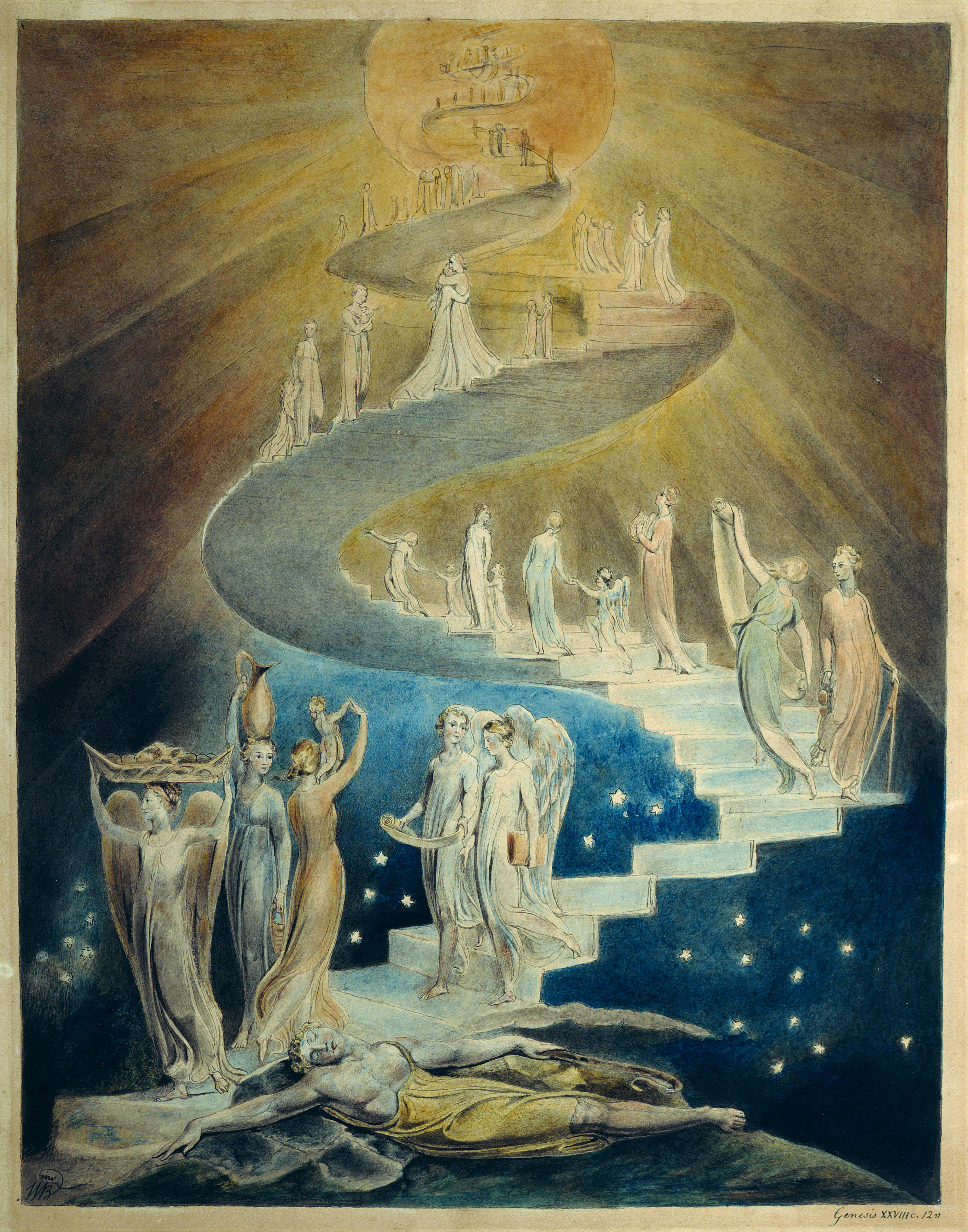
《雅各布天梯》（c.1800年）威廉·布莱克绘制，现藏于伦敦大英博物馆。犹太教中的时间是线性的，延展向一个终点。

犹太节日、犹太教节日（英語：Jewish holidays、，“好日子”）是信仰犹太教的犹太人按照希伯來曆庆祝的节日，充满了宗教、文化以及民族元素。这些节日主要从希伯來聖經《mitzvot》、拉比猶太教、犹太、以色列历史中来。人们每年都在希伯来历的同一天庆祝犹太节日，但按照公历的话，这些节日会时有变动。这是因为希伯来历是一种阴阳历（同时基于日、月的运行周期制定的历法），而公历则是一种阳历。